# Le Pacte (nouvelle)
Pour les articles homonymes, voir Le Pacte.
Le Pacte (titre original : Gimmick Three) est une nouvelle fantastique d'Isaac Asimov, parue pour la première fois en novembre 1956. On la trouve en français dans le recueil Espace vital.

## Parutions
La nouvelle est parue aux États-Unis en novembre 1956 dans le magazine The Magazine of Fantasy & Science Fiction. 
Elle parait en France dans le recueil Espace vital en 1972.

## Résumé
Isidore Wellby n'a guère d'espoir : son amour vient de le quitter, et il a peur de manquer sa vie professionnelle. Le démon Shapur lui propose alors dix ans de chance, y compris le retour de la jeune femme ; ensuite, Wellby passera une épreuve qui fera de lui soit un damné, soit un démon, car l'Enfer manque de personnel qualifié.
Le jour des dix ans, Wellby se retrouve avec Shapur dans une pièce de bronze hermétique. Il a jusqu'à midi pour en sortir, à l'aide d'une certaine quantité d'énergie démoniaque mise à sa disposition.
A trente minutes de l'échéance, Wellby trouve enfin une idée et disparaît. Shapur étonné le suit et le trouve à son bureau, entouré des signes de son succès professionnel et familial, qui cette fois ne doit rien à Shapur.
Wellby explique à Shapur courroucé qu'il a utilisé son pouvoir pour remonter le temps jusqu'au moment du pacte, et a décidé in extremis de ne pas signer. Shapur ne peut s'en souvenir car les démons n'obéissent pas aux lois des probabilités. Ensuite, Wellby s'est attelé à se forger sa propre réussite, à force de travail, de foi en Dieu, et de confiance en l'avenir.

## Remarque
Le titre original était The Brazen Locked Room. Asimov expliquait que les trois "gimmicks" étaient pour lui les grands clichés du fantastique, à savoir le pacte faustien, la chambre close, et le voyage dans le temps — tous réunis dans cette histoire.